# Jaapiella cucubali
Jaapiella cucubali är en tvåvingeart som först beskrevs av Jean-Jacques Kieffer 1909.  Jaapiella cucubali ingår i släktet Jaapiella och familjen gallmyggor. Inga underarter finns listade i Catalogue of Life.